# Sturmboot

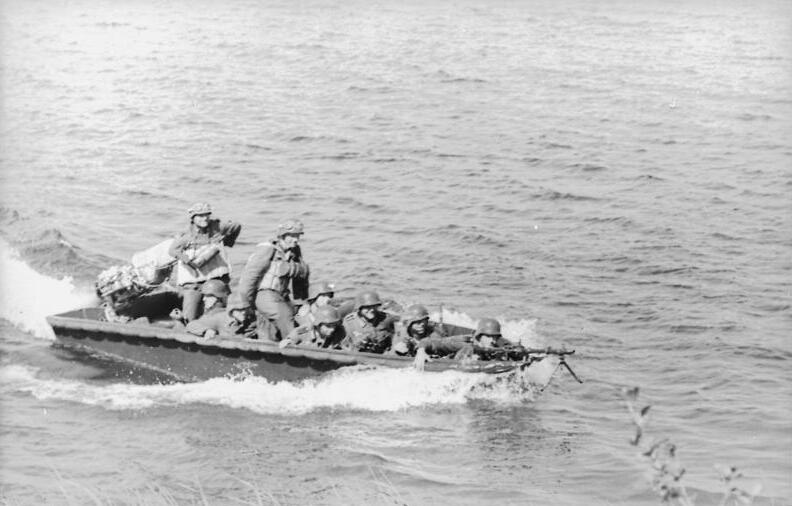
Deutsches leichtes Sturmboot 39, 1941

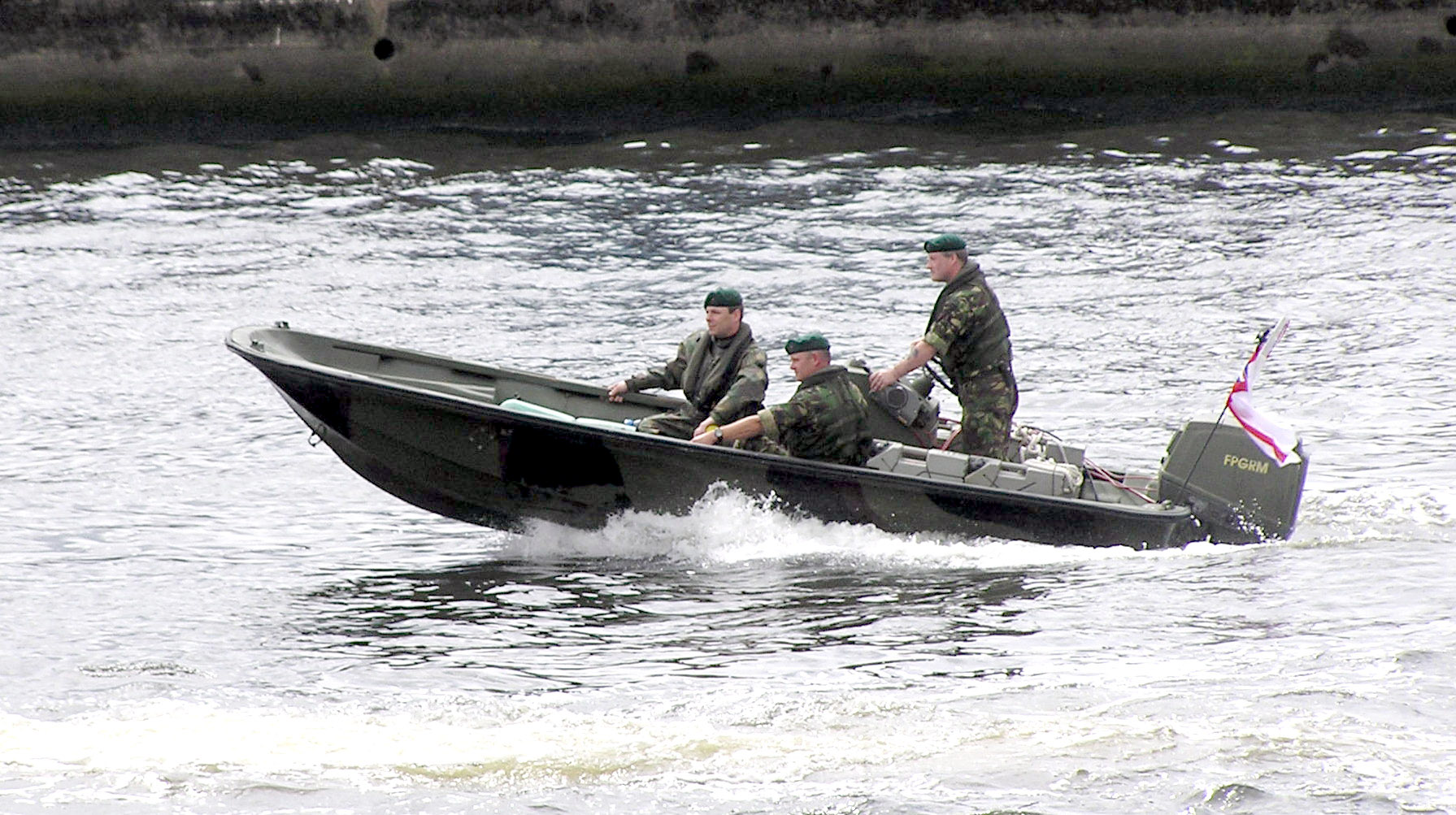
Britisches Rigid Raider Sturmboot, 2004

Sturmboote sind leichte, meist offene Boote, die meist mittels Außenbordmotor gefahren werden. Sie werden von Heeres- oder Pioniereinheiten zum schnellen Überqueren von Binnengewässern, etwa zur Bildung von Brückenköpfen oder zum Absetzen von Kommandotrupps, benutzt.

## Verwendung
Sturmboote werden je nach beabsichtigtem Einsatz in sehr verschiedenen Größen und Ausführungen verwendet. Kleine Sturmboote bieten meist einem Infanterietrupp mit seiner persönlichen Ausrüstung Platz.
Zum schnellen Einsatz auch unter Feindbedrohung sollten die Sturmboote von der Besatzung ohne weitere Hilfsmittel, zum Beispiel einem Anhänger, zu Wasser gelassen werden können, darum bestehen sie in der Regel aus leichten Materialien wie Holz, Leichtmetall oder Kunststoff.
Größere Boote, die auch zum Transport schwereren Gerätes geeignet sind, können jedoch nicht mehr von Hand eingesetzt werden, sondern werden von LKW oder Anhängern aus direkt zu Wasser gelassen, die Übergänge zu Landungsbooten sind hier fließend.

## Modelle
- Pioniersturmboot 39
- Pionier-Sturmboot des österreichischen Bundesheeres  Technische Daten :
  - Länge: 6,6 m
  - Breite: 2,1 m
  - Gewicht: 400 kg
  - Antrieb: 2×60 PS Außenbordmotoren
  - Zuladung: 8 Personen mit Ausrüstung (inkl. 2 Mann Bootsbesatzung)[1]

- Rigid Raider Assault Boat